# おしゃれ
『おしゃれ』は、日本テレビ系列で、1974年4月1日から1987年4月3日まで平日（月曜から金曜）13:15 - 13:30（JST）に放送されていたトーク番組である。資生堂一社提供番組。

## 概要
毎回、芸能人や話題の人物をゲストに招いてトークを行う。この番組フォーマットは以降のシリーズ番組（『オシャレ30・30』→『おしゃれカンケイ』→『おしゃれイズム』→『おしゃれクリップ』）にも一貫して引き継がれている。
初代の司会は、俳優の三橋達也・フジテレビ系列『小川宏ショー』のアシスタントであった松村満美子のコンビであり、その後も俳優が司会を務めてきたが、1980年のリニューアルを機に、4代目司会者としてフリーとなって間もない久米宏が登場。1985年に自身が企画に関与したテレビ朝日『ニュースステーション』の開始後は出演番組を軒並み降板していたが、この番組に限っては久米は最終回まで続投した（就任期間7年は歴代司会者で最長）。
杉浦直樹が司会をしていた時代までは台本で決められた進行・台詞で収録を行い編集されていたが、久米は司会になるにあたり「到底出来ない」と感じ「箇条書きのペラ1枚で結構です」と要望を出した。それを受けて久米時代の初期はA4サイズの紙1枚に書かれた情報を参考にインタビューを行い、収録時間をオーバー気味に終える形で臨んでいた。やがて、その紙も無くして全て久米のアドリブでインタビューするようになり、編集自体も完全に無くして12分15秒に収めるという生放送同様の体制に移行している。これは久米がTBS在籍中から生番組の経験を積んでいた事によるもの。
第1回のゲストは松山善三・高峰秀子夫妻。最多出演ゲストは岸恵子。次いで水森亜土、芳村真理が続く。久米の初出演回である1980年1月7日放送分では久米の希望から、当時彼がファンと公言していた山口百恵をゲストとして迎えている。
番組のテーマソングは、1979年までは三木たかしが作曲したものが使われ、1980年から1985年までは加藤和彦が作曲しサーカスが歌ったものが使われていた。1986年から最終回までは三枝成彰が作曲しEPOが歌ったものが使われていた。
スタート当初のタイトル映像は、多数の子供達が居る野原の上に、「13:15」を指している置時計が乗せられていたものだった。その後、女性を模した一筆書きの絵、白黒の衣装で着飾った女性の絵、新体操で使うようなリボンを廻す女性の実写映像と変遷していった。久米宏が司会をするようになった1980年からは、ゲストを交えてのオープニングトークののち、そのままゲストを応接間へエスコートする様子を映し出しながら、テーマソングに乗って白い字幕でタイトル、花椿マーク、資生堂ロゴの順番に表示していた。
番組ロゴは、当初は調和体風の手書き文字だったが、1978年ごろからいわゆる資生堂書体に変わった。
日本テレビと同時ネットの系列各局では13:00から放送の『ごちそうさま』（味の素提供）の後に放送されていたが、時差ネットの放送局（信越放送、北陸放送など）では同番組は14:00からの放送で、『ごちそうさま』は14:15からと順番が逆になっていた。

## 番組の終焉とその後
本枠が放送されていた昼番組枠全体の見直し（本番組終了の半年後に『おもいッきりテレビ』の開始）を控え、1987年1月から日曜22:00 - 22:30に資生堂一社提供のトーク枠として古舘伊知郎・阿川泰子が司会を務める『オシャレ30・30』が開始された。これに伴い番組は4月3日をもって終了し、13年の歴史に幕を閉じた。
久米の日本テレビへの出演はこれ以後、自身が『ニュースステーション』で公言した事により出演した1989年の『ニュースプラス1』や1990年代に『スーパースペシャル』枠で放送された『久米宏の道徳の時間』など数えるのみとなっており、レギュラーとしては2004年の『A』まで空くこととなる。

## 歴代司会者

### メイン司会者
- 初代：三橋達也（1974年4月1日 - 1976年4月2日）
- 2代目：石坂浩二（1976年4月5日 - 1977年4月1日）
- 3代目：杉浦直樹（1977年4月4日 - 1979年12月31日）
- 4代目：久米宏（1980年1月7日 - 1987年4月3日）[4]

### アシスタント
初代と2代目後期を除き、いずれも当時は日本テレビアナウンサー。
- 初代：松村満美子（1974年4月1日 - 1976年4月2日）
- 2代目：楠田枝里子（1976年4月5日 - 1982年3月26日、1981年10月の退職後も続投）
- 3代目：菅家ゆかり（1982年3月29日 - 1986年3月28日）
- 4代目：木村優子（1986年3月31日 - 1987年4月3日）

### コーナー担当
- 岡田眞澄：番組全期にわたってゲストと司会者とのトーク以外にも海外のファッションや流行情報を紹介するコーナーが週1回程度設定されており、そのコーナーの進行役・レポーターとして出演していた。1982年に久米が盲腸で病欠した際にはゲストトークの代理司会を務めた事がある。

### 変遷
| 期間      | 期間       | メイン   | アシスタント | コーナー |
| --------- | ---------- | -------- | ------------ | -------- |
| 1974.4.1  | 1976.4.2   | 三橋達也 | 松村満美子   | 岡田眞澄 |
| 1976.4.5  | 1977.4.1   | 石坂浩二 | 楠田枝里子   | 岡田眞澄 |
| 1977.4.4  | 1979.12.31 | 杉浦直樹 | 楠田枝里子   | 岡田眞澄 |
| 1980.1.7  | 1982.3.26  | 久米宏   | 楠田枝里子   | 岡田眞澄 |
| 1982.3.29 | 1986.3.28  | 久米宏   | 菅家ゆかり   | 岡田眞澄 |
| 1986.3.31 | 1987.4.3   | 久米宏   | 木村優子     | 岡田眞澄 |

## ネット局（14:00からの時差ネット局を含む）
系列は当番組終了時（1987年4月3日）のもの。
| 放送対象地域            | 放送局             | 系列                                         | ネット形態 | 備考                                                           |
| ----------------------- | ------------------ | -------------------------------------------- | ---------- | -------------------------------------------------------------- |
| 関東広域圏              | 日本テレビ         | 日本テレビ系列                               | 制作局     |                                                                |
| 北海道                  | 札幌テレビ         | 日本テレビ系列                               | 同時ネット |                                                                |
| 青森県                  | 青森放送           | 日本テレビ系列 テレビ朝日系列                | 同時ネット | 1975年3月までは日本テレビ系列単独加盟局                        |
| 岩手県                  | テレビ岩手         | 日本テレビ系列                               | 同時ネット | 1980年3月まではテレビ朝日系列とのクロスネット局                |
| 宮城県                  | ミヤギテレビ       | 日本テレビ系列                               | 同時ネット | 1975年9月まではテレビ朝日系列とのクロスネット局                |
| 秋田県                  | 秋田放送           | 日本テレビ系列                               | 同時ネット |                                                                |
| 山形県                  | 山形放送           | 日本テレビ系列 テレビ朝日系列                | 同時ネット | 1980年3月までは日本テレビフルネット局                          |
| 福島県                  | 福島中央テレビ     | 日本テレビ系列                               | 同時ネット | 1981年9月まではテレビ朝日系列とのクロスネット局                |
| 山梨県                  | 山梨放送           | 日本テレビ系列                               | 同時ネット |                                                                |
| 新潟県                  | テレビ新潟         | 日本テレビ系列                               | 同時ネット | 1981年3月25日のサービス放送開始から                            |
| 長野県                  | 信越放送           | TBS系列                                      | 遅れネット |                                                                |
| 静岡県                  | 静岡けんみんテレビ | テレビ朝日系列                               | 同時ネット | 1978年7月開局から1979年6月まで。現在：静岡朝日テレビ           |
| 静岡県                  | 静岡第一テレビ     | 日本テレビ系列                               | 同時ネット | 1979年7月開局から                                              |
| 富山県                  | 北日本放送         | 日本テレビ系列                               | 同時ネット |                                                                |
| 石川県                  | 北陸放送           | TBS系列                                      | 遅れネット |                                                                |
| 福井県                  | 福井放送           | 日本テレビ系列                               | 同時ネット |                                                                |
| 中京広域圏              | 中京テレビ         | 日本テレビ系列                               | 同時ネット |                                                                |
| 近畿広域圏              | よみうりテレビ     | 日本テレビ系列                               | 同時ネット |                                                                |
| 鳥取県 島根県           | 日本海テレビ       | 日本テレビ系列 テレビ朝日系列                | 同時ネット |                                                                |
| 広島県                  | 広島テレビ         | 日本テレビ系列                               | 同時ネット | 1975年10月から                                                 |
| 山口県                  | 山口放送           | 日本テレビ系列 テレビ朝日系列                | 同時ネット | 1978年9月までは日本テレビ単独加盟局                            |
| 徳島県                  | 四国放送           | 日本テレビ系列                               | 同時ネット |                                                                |
| 香川県 →岡山県・ 香川県 | 西日本放送         | 日本テレビ系列                               | 同時ネット | 当初はは香川県のみ 1983年4月の電波相互乗り入れで岡山県でも放送 |
| 愛媛県                  | 南海放送           | 日本テレビ系列                               | 同時ネット |                                                                |
| 高知県                  | 高知放送           | 日本テレビ系列                               | 同時ネット |                                                                |
| 福岡県                  | 福岡放送           | 日本テレビ系列                               | 同時ネット |                                                                |
| 長崎県                  | 長崎放送           | TBS系列                                      | 遅れネット |                                                                |
| 熊本県                  | 熊本放送           | TBS系列                                      | 遅れネット | 1982年3月26日まで                                              |
| 熊本県                  | くまもと県民テレビ | 日本テレビ系列                               | 同時ネット | サービス放送開始直後の1982年3月29日から                        |
| 大分県                  | テレビ大分         | フジテレビ系列 日本テレビ系列 テレビ朝日系列 | 同時ネット |                                                                |
| 宮崎県                  | 宮崎放送           | TBS系列                                      | 遅れネット |                                                                |
| 鹿児島県                | 南日本放送         | TBS系列                                      | 遅れネット | 1982年9月まで                                                  |
| 鹿児島県                | 鹿児島テレビ       | フジテレビ系列 日本テレビ系列                | 同時ネット | 1982年10月から                                                 |
| 沖縄県                  | 沖縄テレビ         | フジテレビ系列                               | 遅れネット | 1979年4月2日から                                               |

※14:00から時差ネットしていた局は、すぐ後に味の素提供の『ごちそうさま』を放映。

## 補足
番組にはエンディング前に資生堂のインフォマーシャルが存在していた。当初のタイトルは「は〜い 資生堂です」だったが、のちに「資生堂 美容情報」（便宜上のタイトル。クレジットタイトルは単に、「(花椿マーク)SHISEIDO」と表記されていた）に改めた。